# CUTE-1
CUTE-1 (auch Cubesat-OSCAR 55) ist ein japanischer Cubesat-Satellit der Technischen Hochschule Tokio und dient der Ausbildung von Studenten.
Er wurde am 30. Juni 2003 vom Kosmodrom Plessezk in Russland zusammen mit acht anderen Satelliten gestartet.

## Kommunikation
Die Datenkommunikation erfolgt im 70-Zentimeter-Band mit dem japanischen Rufzeichen JQ1YCY. Neben dem üblichen Protokoll AX.25 kommt ein eigens entwickeltes Protokoll Simple Radio Link Layer (SRLL) zum Einsatz, das robuster gegen Störungen auf dem Funkkanal sein soll.